# Keio Challenger 2022 - Doppio maschile
Moez Echargui e Skander Mansouri erano i detentori del titolo ma hanno scelto di non partecipare. 
In finale Victor Vlad Cornea e Ruben Gonzales hanno sconfitto Tomoya Fujiwara e Masamichi Imamura con il punteggio di 7-5, 6-3.

## Teste di serie
1. Arjun Kadhe /  Ramkumar Ramanathan (quarti di finale)
2. Andrew Harris /  John-Patrick Smith (primo turno)

1. Victor Vlad Cornea /  Ruben Gonzales (campioni)
2. Nam Ji-sung /  Song Min-kyu (quarti di finale)

## Wildcard
1. Tomoya Fujiwara /  Masamichi Imamura (finale)

1. Shinji Hazawa /  Shintaro Mochizuki (quarti di finale)

## Tabellone

### Legenda
| - Q = Qualificato - WC = Wild card - LL = Lucky loser | - ALT = Alternate - SE = Special Exempt - PR = Protected Ranking | - w/o = Walkover - r = Ritirato - d = Squalificato |

|  | Primo turno | Primo turno              | Primo turno          | Primo turno | Primo turno |  |  | Quarti di finale | Quarti di finale         | Quarti di finale | Quarti di finale         | Quarti di finale         |                          |   | Semifinali | Semifinali                        | Semifinali                        | Semifinali                        | Semifinali                        |   |   | Finale | Finale | Finale | Finale | Finale |  |
|  |             |                          |                      |             |             |  |  |                  |                          |                  |                          |                          |                          |   |            |                                   |                                   |                                   |                                   |   |   |        |        |        |        |        |  |
|  | 1           | A Kadhe R Ramanathan     | 6                    | 2           | [10]        |  |  |                  |                          |                  |                          |                          |                          |   |            |                                   |                                   |                                   |                                   |   |   |        |        |        |        |        |  |
|  |             | D Džumhur N Serdarušić   | 1                    | 6           | [6]         |  |  | 1                | A Kadhe R Ramanathan     | 7                | 2                        | [10]                     |                          |   |            |                                   |                                   |                                   |                                   |   |   |        |        |        |        |        |  |
|  |             | E Kirkin J Mridha        | 7                    | 5           | [6]         |  |  | Alt              | T Ichikawa Y Mochizuki   | 65               | 6                        | [12]                     |                          |   |            |                                   |                                   |                                   |                                   |   |   |        |        |        |        |        |  |
|  | Alt         | T Ichikawa Y Mochizuki   | 5                    | 7           | [10]        |  |  |                  |                          |                  |                          |                          |                          |   | Alt        | T Ichikawa Y Mochizuki            | T Ichikawa Y Mochizuki            | 65                                | 62                                |   |   |        |        |        |        |        |  |
|  | 3           | VV Cornea R Gonzales     | 3                    | 7           | [10]        |  |  |                  |                          | 3                | VV Cornea R Gonzales     | VV Cornea R Gonzales     | 7                        | 7 |            |                                   |                                   |                                   |                                   |   |   |        |        |        |        |        |  |
|  |             | S Shimabukuro Y Watanuki | 6                    | 5           | [6]         |  |  | 3                | VV Cornea R Gonzales     | 6                | 5                        | [10]                     |                          |   |            |                                   |                                   |                                   |                                   |   |   |        |        |        |        |        |  |
|  |             | S Danilov D Sumizawa     | S Danilov D Sumizawa | 3           | 5           |  |  |                  | D Ionel FC Jianu         | 2                | 7                        | [6]                      |                          |   |            |                                   |                                   |                                   |                                   |   |   |        |        |        |        |        |  |
|  |             | D Ionel FC Jianu         | D Ionel FC Jianu     | 6           | 7           |  |  |                  |                          |                  |                          |                          |                          |   | 3          | Victor Vlad Cornea Ruben Gonzales | Victor Vlad Cornea Ruben Gonzales | 7                                 | 6                                 |   |   |        |        |        |        |        |  |
|  |             | FC Alcantara NH Lý       | FC Alcantara NH Lý   | 3           | 2           |  |  |                  |                          |                  |                          |                          |                          |   |            |                                   | WC                                | Tomoya Fujiwara Masamichi Imamura | Tomoya Fujiwara Masamichi Imamura | 5 | 3 |        |        |        |        |        |  |
|  | WC          | T Fujiwara M Imamura     | T Fujiwara M Imamura | 6           | 6           |  |  | WC               | T Fujiwara M Imamura     | 3                | 6                        | [10]                     |                          |   |            |                                   |                                   |                                   |                                   |   |   |        |        |        |        |        |  |
|  |             | T Matsui K Uesugi        | T Matsui K Uesugi    | 3           | 67          |  |  | 4                | J-s Nam M-k Song         | 6                | 2                        | [7]                      |                          |   |            |                                   |                                   |                                   |                                   |   |   |        |        |        |        |        |  |
|  | 4           | J-s Nam M-k Song         | J-s Nam M-k Song     | 6           | 7           |  |  |                  |                          |                  |                          |                          |                          |   | WC         | T Fujiwara M Imamura              | T Fujiwara M Imamura              | T Fujiwara M Imamura              | w/o                               |   |   |        |        |        |        |        |  |
|  |             | M Ochi JK Trotter        | M Ochi JK Trotter    | 1           | 1           |  |  |                  |                          |                  | F Ferreira Silva Z Kolář | F Ferreira Silva Z Kolář | F Ferreira Silva Z Kolář |   |            |                                   |                                   |                                   |                                   |   |   |        |        |        |        |        |  |
|  | WC          | S Hazawa S Mochizuki     | S Hazawa S Mochizuki | 6           | 6           |  |  | WC               | S Hazawa S Mochizuki     | 2                | 6                        | [10]                     |                          |   |            |                                   |                                   |                                   |                                   |   |   |        |        |        |        |        |  |
|  |             | F Ferreira Silva Z Kolář | 6                    | 4           | [13]        |  |  |                  | F Ferreira Silva Z Kolář | 6                | 2                        | [12]                     |                          |   |            |                                   |                                   |                                   |                                   |   |   |        |        |        |        |        |  |
|  | 2           | A Harris J-P Smith       | 3                    | 6           | [11]        |  |  |                  |                          |                  |                          |                          |                          |   |            |                                   |                                   |                                   |                                   |   |   |        |        |        |        |        |  |